# Bell Aircraft Corporation
Bell Aircraft Corporation var en amerikansk producent af fly og helikoptere, som blev grundlagt i 1935. Selskabet er mest kendt for jagerflyene P-39 Airacobra og P-63 Kingcobra, brugt under 2. verdenskrig, og raketflyet Bell X-1, som fløjet af den amerikanske pilot Charles Elwood Yeager den 14. oktober 1947 var det første fly, som brød lydmuren.
Bell udviklede også helikopterne Bell 47 og Bell 204 før de blev opkøbt af Textron i 1960 og går i dag under navnet Bell Helicopter Textron.